# Chicago Bulls 2016-2017
La stagione 2016-2017 dei Chicago Bulls è stata la 51ª stagione della franchigia nella NBA.

## Scelta draft
| Giro | Scelta | Giocatore        | Ruolo | Nazionalità | Università/Squadra |
| ---- | ------ | ---------------- | ----- | ----------- | ------------------ |
| 1    | 14     | Denzel Valentine | G     | Stati Uniti | MSU Spartans       |
| 2    | 48     | Paul Zipser      | GA    | Germania    | Bayern Monaco      |

## Roster
| \| Pos. \| Num. \| Naz. \| Nome \| Altezza \| Peso \| Data nascita \| Provenienza \| \| ---- \| ---- \| ----------------------------------------- \| ------------------------ \| ------- \| ------ \| ------------ \| -------------- \| \| G/AP \| 21 \| Stati Uniti (bandiera) \| Butler, Jimmy (C) \| 201 cm \| 105 kg \| 14-09-1989 \| Marquette \| \| P \| 0 \| Stati Uniti (bandiera) \| Canaan, Isaiah \| 183 cm \| 91 kg \| 21-05-1991 \| Murray State \| \| P \| 7 \| Stati Uniti (bandiera) \| Carter-Williams, Michael \| 198 cm \| 86 kg \| 10-10-1991 \| Syracuse \| \| C \| 6 \| Brasile (bandiera) \| Felício, Cristiano \| 208 cm \| 127 kg \| 07-07-1992 \| CCSE Prep (CA) \| \| P \| 2 \| Stati Uniti (bandiera) \| Grant, Jerian \| 193 cm \| 90 kg \| 09-10-1992 \| Notre Dame \| \| C \| 77 \| Francia (bandiera) \| Lauvergne, Joffrey \| 213 cm \| 118 kg \| 30-09-1991 \| Francia \| \| C \| 8 \| Stati Uniti (bandiera) \| Lopez, Robin \| 213 cm \| 116 kg \| 01-04-1988 \| Stanford \| \| AG \| 44 \| Spagna (bandiera) · Montenegro (bandiera) \| Mirotić, Nikola \| 208 cm \| 108 kg \| 11-02-1991 \| Spagna \| \| AP \| 17 \| Stati Uniti (bandiera) \| Morrow, Anthony \| 196 cm \| 95 kg \| 27-09-1985 \| Georgia Tech \| \| P \| 22 \| Stati Uniti (bandiera) \| Payne, Cameron \| 191 cm \| 84 kg \| 08-08-1994 \| Murray State \| \| AG \| 5 \| Stati Uniti (bandiera) \| Portis, Bobby \| 211 cm \| 112 kg \| 10-02-1995 \| Arkansas \| \| P \| 9 \| Stati Uniti (bandiera) \| Rondo, Rajon \| 185 cm \| 84 kg \| 22-02-1986 \| Kentucky \| \| G \| 45 \| Stati Uniti (bandiera) \| Valentine, Denzel \| 198 cm \| 96 kg \| 16-11-1993 \| Michigan State \| \| G \| 3 \| Stati Uniti (bandiera) \| Wade, Dwyane (C) \| 193 cm \| 100 kg \| 17-01-1982 \| Marquette \| \| AP \| 16 \| Germania (bandiera) \| Zipser, Paul \| 203 cm \| 95 kg \| 18-02-1994 \| Germania \| | Allenatore - Fred Hoiberg Assistente/i - Randy Brown - Charlie Henry - Pete Myers - Mike Wilhelm - Jim Boylen Legenda - (C) Capitano - (FA) Free agent - (S) Sospeso - (DL) Assegnato a squadra D League affiliata - Infortunato Roster • Transazioni · Ultima transazione: 11 gennaio 2021 |                                           |                          |         |        |              |                |
| Pos. | Num. | Naz.                                      | Nome                     | Altezza | Peso   | Data nascita | Provenienza    |
| G/AP | 21 | Stati Uniti (bandiera)                    | Butler, Jimmy (C)        | 201 cm  | 105 kg | 14-09-1989   | Marquette      |
| P | 0 | Stati Uniti (bandiera)                    | Canaan, Isaiah           | 183 cm  | 91 kg  | 21-05-1991   | Murray State   |
| P | 7 | Stati Uniti (bandiera)                    | Carter-Williams, Michael | 198 cm  | 86 kg  | 10-10-1991   | Syracuse       |
| C | 6 | Brasile (bandiera)                        | Felício, Cristiano       | 208 cm  | 127 kg | 07-07-1992   | CCSE Prep (CA) |
| P | 2 | Stati Uniti (bandiera)                    | Grant, Jerian            | 193 cm  | 90 kg  | 09-10-1992   | Notre Dame     |
| C | 77 | Francia (bandiera)                        | Lauvergne, Joffrey       | 213 cm  | 118 kg | 30-09-1991   | Francia        |
| C | 8 | Stati Uniti (bandiera)                    | Lopez, Robin             | 213 cm  | 116 kg | 01-04-1988   | Stanford       |
| AG | 44 | Spagna (bandiera) · Montenegro (bandiera) | Mirotić, Nikola          | 208 cm  | 108 kg | 11-02-1991   | Spagna         |
| AP | 17 | Stati Uniti (bandiera)                    | Morrow, Anthony          | 196 cm  | 95 kg  | 27-09-1985   | Georgia Tech   |
| P | 22 | Stati Uniti (bandiera)                    | Payne, Cameron           | 191 cm  | 84 kg  | 08-08-1994   | Murray State   |
| AG | 5 | Stati Uniti (bandiera)                    | Portis, Bobby            | 211 cm  | 112 kg | 10-02-1995   | Arkansas       |
| P | 9 | Stati Uniti (bandiera)                    | Rondo, Rajon             | 185 cm  | 84 kg  | 22-02-1986   | Kentucky       |
| G | 45 | Stati Uniti (bandiera)                    | Valentine, Denzel        | 198 cm  | 96 kg  | 16-11-1993   | Michigan State |
| G | 3 | Stati Uniti (bandiera)                    | Wade, Dwyane (C)         | 193 cm  | 100 kg | 17-01-1982   | Marquette      |
| AP | 16 | Germania (bandiera)                       | Zipser, Paul             | 203 cm  | 95 kg  | 18-02-1994   | Germania       |

## Classifiche

### Central Division
| Central Division        | Central Division | Central Division | Central Division | Central Division | Central Division | Central Division | Central Division | Central Division |
| Squadra                 | V                | S                | V%               | PR               | Casa             | Trasf            | Div              | PG               |
| ----------------------- | ---------------- | ---------------- | ---------------- | ---------------- | ---------------- | ---------------- | ---------------- | ---------------- |
| y – Cleveland Cavaliers | 51               | 31               | .622             | 2,0              | 31–10            | 20–21            | 8–8              | 82               |
| x – Milwaukee Bucks     | 42               | 40               | .512             | 11,0             | 23–18            | 19–22            | 10–6             | 82               |
| x – Indiana Pacers      | 42               | 40               | .512             | 11,0             | 29–12            | 13–28            | 8–8              | 82               |
| x – Chicago Bulls       | 41               | 41               | .500             | 12,0             | 25–16            | 16–25            | 9–7              | 82               |
| Detroit Pistons         | 37               | 45               | .451             | 16,0             | 24–17            | 13–28            | 5–11             | 82               |

### Eastern Conference
| Eastern Conference | Eastern Conference        | Eastern Conference | Eastern Conference | Eastern Conference | Eastern Conference | Eastern Conference |
| #                  | Squadra                   | V                  | S                  | V%                 | PR                 | PG                 |
| ------------------ | ------------------------- | ------------------ | ------------------ | ------------------ | ------------------ | ------------------ |
| 1                  | c – Boston Celtics *      | 53                 | 29                 | .646               | –                  | 82                 |
| 2                  | y – Cleveland Cavaliers * | 51                 | 31                 | .622               | 2,0                | 82                 |
| 3                  | x – Toronto Raptors       | 51                 | 31                 | .622               | 2,0                | 82                 |
| 4                  | y – Wash. Wizards *       | 49                 | 33                 | .598               | 4,0                | 82                 |
| 5                  | x – Atlanta Hawks         | 43                 | 39                 | .524               | 10,0               | 82                 |
| 6                  | x – Milwaukee Bucks       | 42                 | 40                 | .512               | 11,0               | 82                 |
| 7                  | x – Indiana Pacers        | 42                 | 40                 | .512               | 11,0               | 82                 |
| 8                  | x – Chicago Bulls         | 41                 | 41                 | .500               | 12,0               | 82                 |
|                    |                           |                    |                    |                    |                    |                    |
| 9                  | Miami Heat                | 41                 | 41                 | .500               | 12,0               | 82                 |
| 10                 | Detroit Pistons           | 37                 | 45                 | .451               | 16,0               | 82                 |
| 11                 | Charlotte Hornets         | 36                 | 46                 | .439               | 17,0               | 82                 |
| 12                 | N.Y. Knicks               | 31                 | 51                 | .378               | 22,0               | 82                 |
| 13                 | Orlando Magic             | 29                 | 53                 | .354               | 24,0               | 82                 |
| 14                 | Philadelphia 76ers        | 28                 | 54                 | .341               | 25,0               | 82                 |
| 15                 | Brooklyn Nets             | 20                 | 62                 | .244               | 33,0               | 82                 |

## Mercato

### Free agency

#### Acquisti
| Data           | Giocatore     | Contratto              | Provenienza        |
| -------------- | ------------- | ---------------------- | ------------------ |
| 7 luglio 2016  | Rajon Rondo   | 2 anni - $28 milioni   | Sacramento Kings   |
| 15 luglio 2016 | Dwyane Wade   | 2 anni - $47.5 milioni | Miami Heat         |
| 20 luglio 2016 | Isaiah Canaan | 2 anni - $2.2 milioni  | Philadelphia 76ers |

#### Cessioni
| Data           | Giocatore     | Contratto                  | Provenienza       |
| -------------- | ------------- | -------------------------- | ----------------- |
| 8 luglio 2016  | Joakim Noah   | 4 anni - $72 milioni       | N.Y. Knicks       |
| 14 luglio 2016 | Pau Gasol     | 2 anni - $30 milioni       | San Antonio Spurs |
| 21 luglio 2016 | E'Twaun Moore | 4 anni - worth $34 milioni | N.O. Pelicans     |
| 21 luglio 2016 | Aaron Brooks  | 1 anno - $2.5 milioni      | Indiana Pacers    |

### Scambi
| 17 giugno 2016   | Chicago BullsSpencer Dinwiddie                              | Detroit PistonsCameron Bairstow                                     |
| 22 giugno 2016   | Chicago BullsRobin Lopez José Calderón Jerian Grant         | N.Y. KnicksDerrick Rose Justin Holiday Scelta 2º giro Draft 2017    |
| 7 luglio 2016    | Chicago BullsDiritti di Albert Miralles                     | Cleveland CavaliersMike Dunleavy Jr.                                |
| 7 luglio 2016    | Chicago BullsDiritti di Ater Majok                          | L.A. LakersJosé Calderón                                            |
| 17 ottobre 2016  | Chicago BullsMichael Carter-Williams                        | Milwaukee BucksTony Snell                                           |
| 23 febbraio 2017 | Chicago BullsCameron Payne Joffrey Lauvergne Anthony Morrow | Oklahoma ThunderTaj Gibson Doug McDermott Scelta 2º giro Draft 2018 |